# مجموعه‌ای از ترانه‌های عالی برای رقص
| بررسی انتقادی  | بررسی انتقادی |
| منبع           | رتبه‌بندی      |
| -------------- | ------------- |
| آل میوزیک      | [ ۱ ]         |
| رابرت کریسگآوو | بی مثبت       |
| رولینگ استون   | 4/5 ستاره     |

مجموعه‌ای از آهنگ‌های عالی برای رقص (به انگلیسی: A Collection of Great Dance Songs) نام یک آلبوم گردآوری‌شده از گروه موسیقی پراگرسیو راک انگلیسی، پینک فلوید، است که در سال ۱۹۸۱ توسط هاروست رکوردز/ای‌ام‌آی در بریتانیا و توسط کلمبیا رکوردز در آمریکا منتشر شده‌است.
عنوان انتخاب شده برای این آلبوم حالت شوخی دارد، زیرا پینک فلوید گروهی نیست که آهنگهای مخصوص برای رقاصی بسازد. در طرح جلد آلبوم رقاص‌ها نمی‌توانند حرکتی کنند و از هر طرف به زمین گره خورده‌اند. در این آلبوم آهنگ پول دوباره بازخوانی شده‌است و دیوید گیلمور به تنهایی درام،گیتار بیس، کیبورد در این آهنگ نواخت.

## لیست آهنگ‌ها
| طرف اول | طرف اول               | طرف اول                    | طرف اول                     | طرف اول |
| شماره   | نام                   | نویسنده(ها)                | آلبوم اصلی                  | مدت     |
| ------- | --------------------- | -------------------------- | --------------------------- | ------- |
| ۱.      | «یه روز از این روزها» | گیلمور/واترز/ریک رایت/میسن | فضولی                       | ۵:۴۹    |
| ۲.      | «پول» (ضبط مجدد)      | واترز                      | نسخه اصلی از نیمه تاریک ماه | ۶:۴۵    |
| ۳.      | «گوسفند»              | واترز                      | جانوران                     | ۱۰:۲۵   |

| طرف دو | طرف دو                                      | طرف دو            | طرف دو         | طرف دو |
| شماره  | نام                                         | نویسنده(ها)       | آلبوم اصلی     | مدت    |
| ------ | ------------------------------------------- | ----------------- | -------------- | ------ |
| ۴.     | «بدرخش ای الماس مجنون» (ویرایش جزئی)        | گیلمور/واترز/رایت | کاش ای‌جا بودی  | ۱۰:۴۱  |
| ۵.     | «کاش اینجا بودی»                            | گیلمور/واترز      | کاش اینجا بودی | ۵:۲۵   |
| ۶.     | «آجری دیگر در دیوار(بخش دوم)» (ویرایش جزئی) | واترز             | دیوار          | ۳:۵۲   |

## نمودار فروش
| سال  | نمودار               | مکان |
| ---- | -------------------- | ---- |
| ۱۹۸۱ | بریتانیا             | ۳۷   |
| ۱۹۸۱ | بیلبورد آلبوم‌های پاپ | ۳۱   |
| ۱۹۸۱ | نروژنمودارهای        | ۵    |

## دست‌اندرکاران
- راجر واترز - گیتار بیس (جز در «پول» و «گوسفند»)،خواننده،گیتار ریتم
- دیوید گیلمور - خواننده،گیتار،کیبورد،گیتار بیس،درام،خواننده زمینه
- ریک رایت - کیبورد و سینث‌سایزر (جز در «پول»)
- نیک میسن - درام (جز در «پول»)